# Shuchi Kubouchi
Shuchi Kubouchi (窪内秀知?, Kubouchi Shuchi; Osaka, 25 gennaio 1920 – 21 gennaio 2020) è stato un giocatore di go giapponese.

## Biografia
Allievo di Katsukiyo Kubomatsu, divenne a sua volta professionista presso la Nihon Ki-in nel 1935 ma si spostò quasi subito presso la rivale Kansai Ki-in. Raggiunse il grado massimo di 9° dan nel 1960.
In carriera si è aggiudicato tre titoli ed è stato una presenza fissa nelle fasi finali di tutti i principali tornei tra gli anni '50, '60 e '70. È stato anche il maestro di futuri professionisti, tra cui Katsuaki Kubo, Isao Takahashi e Yoshitaka Ushikubo.
Nel 1990 ha ricevuto l'Ordine del Sol Levante. Si è ritirato nel 2009 all'età di 89 anni, continuando occasionalmente a insegnare il Go. Si è spento quattro giorni prima del suo centesimo compleanno.

## Titoli
| Nazionali                     | Nazionali      | Nazionali      |
| Torneo                        | Vittorie       | Finalista      |
| ----------------------------- | -------------- | -------------- |
| Campionato della Kansai Ki-in | 2 (1961, 1966) | 1 (1974)       |
| Kansai Ki-in Primo Posto      | 1 (1963)       | 2 (1964, 1966) |
| Totale                        | 3              | 3              |

| Controllo di autorità | VIAF (EN) 24463371 · LCCN (EN) nr92020890 · NDL (EN, JA) 00036877 |